# Uvarovistia rammei
Uvarovistia rammei är en insektsart som beskrevs av Katbeh Bader och Massa 2001. Uvarovistia rammei ingår i släktet Uvarovistia och familjen vårtbitare. Inga underarter finns listade i Catalogue of Life.